# Darren Barker
Darren Barker est un boxeur anglais né le 19 mai 1982 à Londres.

## Carrière
Passé professionnel en 2004, il devient champion d'Europe EBU des poids moyens en 2010 puis champion du monde IBF de la catégorie le 17 août 2013 en s'imposant aux points face à l'australien Daniel Geale. Il est en revanche battu dès le combat suivant par arrêt de l'arbitre au second round le 7 décembre 2013 par l'allemand Felix Sturm.